# 蒲池駅 (福岡県)

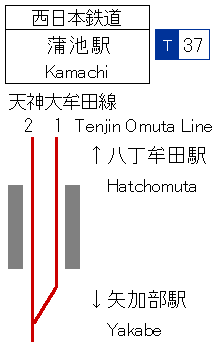
配線図

蒲池駅（かまちえき）は、福岡県柳川市蒲生にある西日本鉄道（西鉄）天神大牟田線の駅。駅番号はT37。2005年の合併までは、柳川市に位置する唯一の鉄道駅だった。

## 歴史
- 1937年（昭和12年）10月1日：開業。
- 2008年（平成20年）5月18日：ICカードnimoca供用開始。
- 2014年（平成26年）3月22日：駅窓口営業時間を変更（それまでは初電から終電まで駅員が常駐していた）。
- 2017年（平成29年）2月1日：駅ナンバリングを導入[2]。
- 2021年（令和3年）4月1日：駅集中管理システムの導入に伴い、終日無人化[3][4]。

## 駅構造
相対式ホーム2面2線を有する地上駅。無人駅。駅舎・改札口は、福岡方面行きホームの南端（大牟田方）にある。大牟田方面行きホームとは、構内踏切で結ばれている。
ホーム有効長は7両分ある。
天神大牟田線は、この駅以南、開駅まで単線となる。
| ホーム | 路線          | 方向 | 行先                     | 備考 |
| ------ | ------------- | ---- | ------------------------ | ---- |
| 1      | ■天神大牟田線 | 下り | 柳川・大牟田方面         |      |
| 2      | ■天神大牟田線 | 上り | 久留米・福岡（天神）方面 |      |

## 利用状況
2024年度の1日平均乗降人員は480人である。
| 年度               | 1日平均 乗車人員 | 1日平均 乗降人員 |
| ------------------ | ---------------- | ---------------- |
| 1999年（平成11年） |                  | 592              |
| 2000年（平成12年） |                  | 551              |
| 2001年（平成13年） |                  | 477              |
| 2002年（平成14年） |                  | 454              |
| 2003年（平成15年） |                  | 441              |
| 2004年（平成16年） |                  | 428              |
| 2005年（平成17年） |                  | 416              |
| 2006年（平成18年） |                  | 421              |
| 2007年（平成19年） |                  | 418              |
| 2008年（平成20年） |                  |                  |
| 2009年（平成21年） |                  |                  |
| 2010年（平成22年） |                  |                  |
| 2011年（平成23年） |                  | 439              |
| 2012年（平成24年） |                  | 383              |
| 2013年（平成25年） |                  | 416              |
| 2014年（平成26年） |                  | 394              |
| 2015年（平成27年） |                  | 430              |
| 2016年（平成28年） |                  | 426              |
| 2017年（平成29年） |                  | 405              |
| 2018年（平成30年） |                  | 398              |
| 2019年（令和元年） |                  | 400              |
| 2020年（令和02年） |                  | 334              |
| 2021年（令和03年） |                  | 368              |
| 2022年（令和04年） |                  | 411              |
| 2023年（令和05年） |                  | 465              |
| 2024年（令和06年） |                  | 480              |

## 駅周辺
- 蒲池立石団地
- 柳川市立蒲池中学校
- 柳川市立蒲池小学校
- 白梅学園
- 蒲池郵便局
- 柳川農業協同組合蒲池支所・農産物直売所「ふれ愛の里」
- 瑞泉院

## 隣の駅
西日本鉄道
■天神大牟田線
■特急・■急行
通過
■普通
八丁牟田駅（T36） - 蒲池駅（T37） - 矢加部駅（T38）